# Gynoplistia tridactyla
Gynoplistia tridactyla är en tvåvingeart som beskrevs av Edwards 1923. Gynoplistia tridactyla ingår i släktet Gynoplistia och familjen småharkrankar. Inga underarter finns listade i Catalogue of Life.